# Lokošin Dol
Lokošin Dol is een plaats in de gemeente Jastrebarsko in de Kroatische provincie Zagreb. De plaats telt 87 inwoners (2001).